# Římskokatolická farnost Velhartice
Římskokatolická farnost Velhartice je územním společenstvím římských katolíků v rámci sušicko-nepomuckého vikariátu českobudějovické diecéze.

## O farnosti

### Historie
Velhartický kostel, zasvěcený Narození Panny Marie je zřejmě románského původu. V roce 1357 byla v místě zřízena duchovní správa (plebánie). Roku 1373 byl postaven na hřbitově filiální kostel, zasvěcený sv. Máří Magdaleně. Svatomagdalenský kostel a okolní hřbitov, respektive to, co se zde kdysi událo (mělo jít o pokus o oživení mrtvoly), inspirovalo Karla Jaromíra Erbena k sepsání balady Svatební košile.
Farář Karel Pavel Janeček měl velký počet přátel z českého uměleckého prostředí, např. Jan Werich, Zdeněk Kalista a další.

#### Duchovní správci
- 1858–1872 R. D. Matěj Laitl (farář)
- 1872–1875 R. D. František Muchka (farář)
- 1911–1938 R. D. Jan Mottl (farář)
- 1940–1941 P. Václav Brdlík
- 1941–1942 P. Karel Vadlejch
- 1942–1943 P. Jaromír Vochoc
- 1943–1945 P. Zdeněk Krištof
- 1945–1948 P. Josef Peksa (administrátor)
- 1948–1981 P. Karel Pavel Janeček
- 1982–1991 P. Jan Kubín
- 1991–2010 R. D. Zdislav Pešat (administrátor)
- 2010–2019 R. D. Vendelín Zboroň (administrátor)
- 2019 (leden–květen) R. D. Marek Antoni Donnerstag, ThD. (administrátor excurrendo ze Sušice)
- od 1. 6. 2019 R. D. Robert Konrad Paruszewski (administrátor)

### Současnost
Farnost Velhartice byla do ledna 2019 obsazována sídelním knězem. Ten vedle velhartické farnosti spravoval též farnosti Čachrov, Hlavňovice, Hory Matky Boží, Javorná na Šumavě, Zhůří a Železná Ruda. V lednu roku 2019 byla farnost přičleněna ex currendo k Sušici. Ke znovuobsazení farnosti knězem došlo k 1. červnu 2019.
| Kostel                      | Místo      | Bohoslužba             | Bohoslužba             | Poznámka        |
| --------------------------- | ---------- | ---------------------- | ---------------------- | --------------- |
| Kaple sv. Antonína          | Chotěšov   | čtvrtek                | 19.00                  | obecní kaple    |
| Kaple                       | Kunkovice  | neslouží se pravidelně | neslouží se pravidelně | obecní kaple    |
| Kostel Narození Panny Marie | Velhartice | neděle pátek           | 8.00 19.00             | farní kostel    |
| Kostel sv. Máří Magdaleny   | Velhartice | neslouží se pravidelně | neslouží se pravidelně | filiální kostel |